# Otto Carl von Fieandt

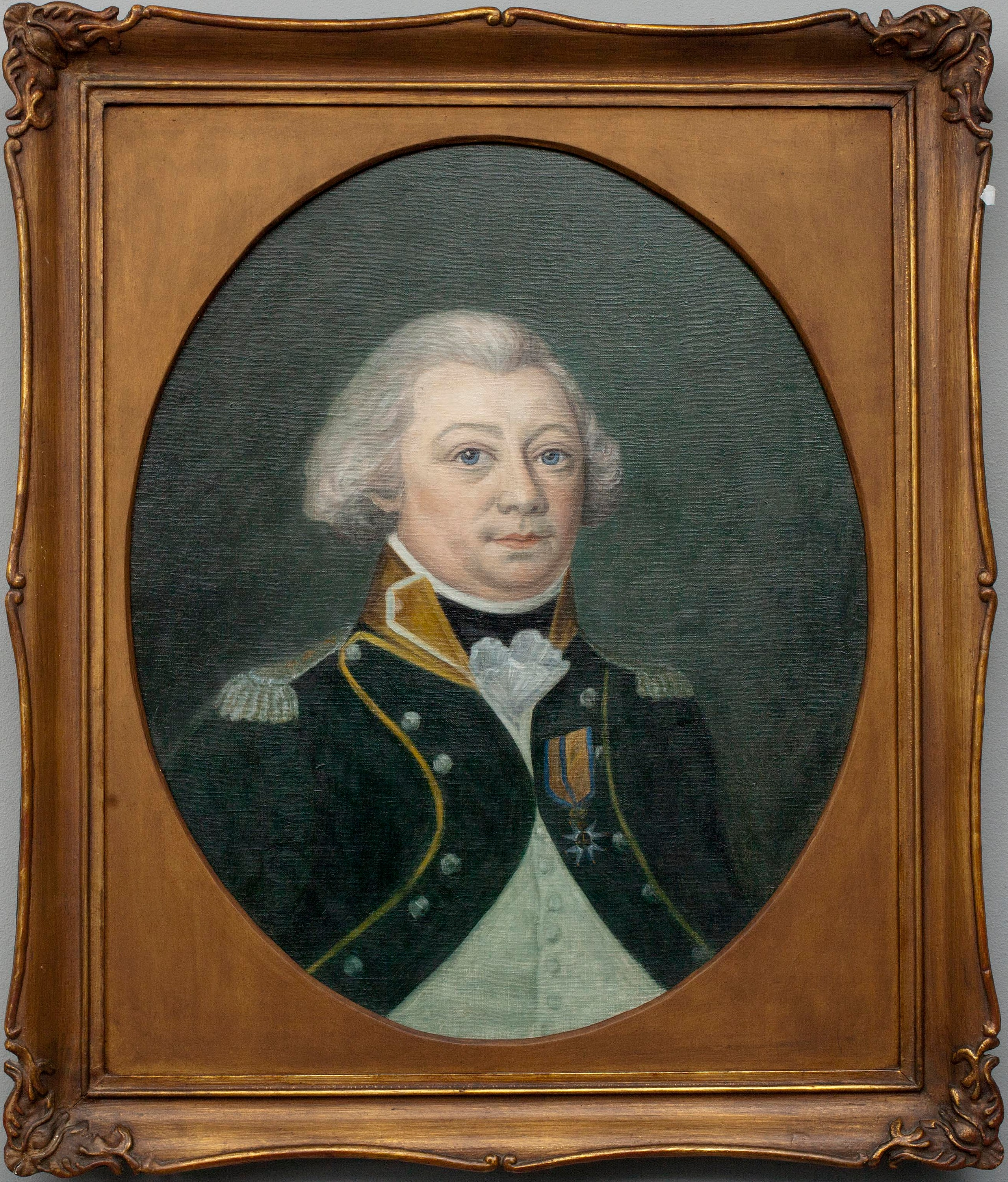
Otto Carl von Fieandt avporträtterad av Nils Schillmark

Otto Carl von Fieandt, född 20 juni 1758 på Kyyhkylä i S:t Michels socken, död där 17 maj 1825, var en svensk militär och kartograf. Han var dubbelkusin till Otto von Fieandt och sonson till Johan Henrik Fieandt.
Otto Carl von Fieandt var son till majoren Carl Johan von Fieandt och Ebba Charlotta Furumarck och gift första gången 1784 med Sofia Gustava Leopold och andra gången från 1800 med Beata Wunsch. 
Han inskrevs som volontär vid Savolax lätta infanteriregemente som tvååring 1760 blev 1772 sergeant och expeditionsmönsterskrivare där 1772 och 1775 fänrik vid Savolax regemente. 1783 befordrades han till kapten. Vid utbrottet av Gustav III:s ryska krig blev han tjänstgörande överadjutant hos Berndt Johan Hastfer. Han var medlem av Anjalaförbundet och häktades och inspärrades på Fredrikshovs slott, men frisläpptes 1789. 
I samband med  franska revolutionen blev han genom sin skicklighet som kartograf utsedd av Gustav III till chef för ett spionuppdrag för att tillsammans med Carl Fredrik König rekognoscera och kartlägga ett område mellan Le Havre och Paris och bereda vägen för en planerad svensk invasion i syfte att rädda den franska monarkin.
1791 blev han major i armén och 1792 erhöll han en tjänstgöring som major vid Tavastehus läns infanteriregemente. Han fick samma år uppdrag att kartlägga riksgränsen mot Ryssland. 1793 blev von Fieandt chef för Rautalampi kompani och 1794 generaladjutant av flygeln och överstelöjtnant i armén. 1805 erhöll han avsked från regementet och avstod i samband med det sin kaptenslön till kusinen, Otto von Fieandt. Han deltog vid finska lantdagen 1809 och var 1812-1819 chef för topografkåren på Haapaniemi. Han utgav 1804 boken Om sättet att rita militära cartor som han själv illustrerade.
Otto Carl von Fieandt blev ledamot av Krigsvetenskapsakademien 1796, riddare av Svärdsorden 1797 och mottog 1816 en rysk orden.

## Utmärkelser
- Riddare av Svärdsorden,  1797[3]
- Sankt Annas orden, andra klass,  1816[3]

[Redigera Wikidata]